# Full Metal Daemon: Muramasa
Full Metal Daemon: Muramasa (装甲悪鬼村正, Sōkō Akki Muramasa) is een Japanse visuele roman ontwikkeld door Nitroplus en gepubliceerd op 30 oktober 2009. De Engelse versie werd gepubliceerd door JAST USA op 25 augustus 2021. 
Het spel wordt beschouwd als een meesterwerk binnen zijn genre en is een van de meeste commerciële succesvolle spellen die JAST USA heeft uitgebracht.

## Verhaal
Het sterkste wapen in de wereld is een Tsurugi (劔冑), een soort pantser die gesmeed is uit een mensen ziel. Zij die een Tsurugi dragen worden Musha (武者) genoemd. In het eiland Yamato, tijdens de regering van de Rokuhara-shogunaat, in het begin van de twintigste eeuw, gaan geruchten rond over een zilveren Musha met de naam Ginseigo die talloze onschuldige slachtoffers achterlaat. Een oud rivaal van Ginseigo, die de Tsurugi met de naam Muramasa gebruikt, gaat de strijd aan met Ginseigo, maar Muramasa heeft een donker verleden die vijf eeuwen geleden een grote ramp met haar meenam.

## Personages
Minato Kageaki (湊斗 景明)
Stemacteur: Takuma Terashima
Op bevel van de prins probeert hij in het geheim Ginseigo te stoppen met behulp van zijn Tsurugi Muramasa. Al lijkt hij op het eerste gezicht angstaanjagend, is hij van binnen toch vriendelijk en eerlijk. Wegens de vloek van Muramasa moet hij voor elk slecht persoon die hij vermoord, ook een goed persoon vermoorden. Hierdoor ziet hij zichzelf als een monster. Zijn laatste wens na het verslaan van Ginseigo is om veroordeeld en geëxecuteerd te worden voor al zijn zonden.
Muramasa (村正)
Stemacteur: Shimazaki Haruka
Ze is een Tsurugi die verbleef in de kelder van de Minato-familie. Ze werkt samen met Kageaki om Ginseigo te verslaan. Ze heeft een afstandelijke karakter, maar heeft aandacht voor Kageaki, die zeer gekweld is door de vloek die Muramasa met haar meebrengt.
Ayane Ichijou (綾弥一条)
Stemacteur: Kaibara Erena
Ze is een scholier met een sterke haat voor het Rokuhara-shogunaat. Door een voorval in haar verleden, heeft ze een sterk rechtvaardigheidsgevoel. In het begin kijkt ze neer op Kageaki, maar later in het verhaal heeft ze respect voor hem.
Ootori Kanae (大鳥香奈枝)
Stemacteur: Joshikawa Kana
Ze werkt voor de volkswelvaart-burea bij de GHQ als eerste luitenant. Ze blinkt uit in het spelen van contrabas.
Ashikaga Chachamaru (足利茶々丸)
Stemacteur: Kaneda Mahiru
Ze is de jongste van de shogunaat die onder Ashikaga Moriuji werkt. Ze is slim in zowel economisch als op politiek vlak.

## Ontwikkeling
Het verhaal werd geschreven door Narahara Ittetsu, een expert in Kenjutsu. Het was zijn laatste spel waar hij het scenario voor heeft geschreven voordat hij Nitroplus had verlaten. Zijn vorige spel, Hanachirasu, deelt een aantal gelijkaardige thematische onderwerpen met Full Metal Daemon: Muramasa en beide werken spelen zich af in een alternatieve geschiedenis, maar hebben niet dezelfde setting.
Het spel dient als een viering voor de tiende jubileum van Nitroplus. Het was het eerste spel van Nitroplus dat een beeldverhouding heeft van 16:9 en het Tategaki-formaat (de Japanse verticale schrijfrichting) gebruikt. 
De soundtrack was gecomponeerd door de muziek groep ZIZZ STUDIO, artwork werd gedaan door NamanikuATK en de Tsurugi-ontwerpen werden gemaakt door Ishiwata Makoto.

## Opvolger
Soukou Akki Muramasa Janen-Hen (装甲悪鬼村正 邪念編) is een compilatie van drie verhalen: een vervolg, een interquel en een komedie. Het verscheen op 13 augustus 2010 op Comiket 79 voor Microsoft Windows, met een algemene uitgave op 26 augustus 2010.
Soukou Akki Muramasa Shokuzai-Hen (装甲悪鬼村正 贖罪編) was oorspronkelijk een fanfictie dat een wedstrijd had gewonnen. Het werk, geschreven door Mutsui Tsukasa, werd officieel ontwikkeld tot een visuele roman door nitroplus en werd gratis uitgebracht op 29 juli 2016.
Hiernaast zijn er meerdere spin-off manga, romans en audiodramas uitgebracht.
Nitroplus kondigde in 2019 een opvolger aan onder de werktitel Project VERMILLION.

## Ontvangst
Het spel kreeg een zeer positieve ontvangst en wordt beschouwd als een van de beste visuele romans.
Ivanir Ignacchitti schreef in Noisy Pixel: "Dit is een van de werken die men als een meesterwerk zou moeten beschouwen. Het experimenteert op een prikkelende manier met het genre en verteld een gedurfd en hard verhaal, niet over helden, maar mensen en hun tekortkomingen."
Volgens Pete Davison van Rice Digital is het proza van het werk "verbazingwekkend" en prees de Engelse vertaling van JAST USA als "verbazingwekkend hoge kwaliteit."